# Yibin
Yibin (xinès simplificat: 宜宾; xinès tradicional: 宜賓; pinyin: Yíbīn; Wade–Giles: I-pin) és una ciutat a nivell de prefectura del sud-est de la província de Sichuan, a la República Popular de la Xina, situada a la unió dels rius Min i Iang-Tsé. La seva població segons el cens de 2020 era de 4.588.804 habitants, dels quals 2.158.312 vivien a l'àrea urbanitzada que comprèn tres districtes urbans.

## Història
Yibin ha estat habitada des d'almenys fa 4.000 anys. Yibin es va establir com a comtat a la dinastia Han (206 aC - 220 dC). Sota els Ming i Qing, la ciutat i el seu interior eren conegudes com a Comanderia Xuzhou (t 敘州府, s 叙州府, p Xùzhōufǔ), que va ser romanitzada de diverses maneres com Suifu, Suifoo, i Suchow. La seva població al voltant de 1907 s'estimava en 50.000 habitants.

## Geografia

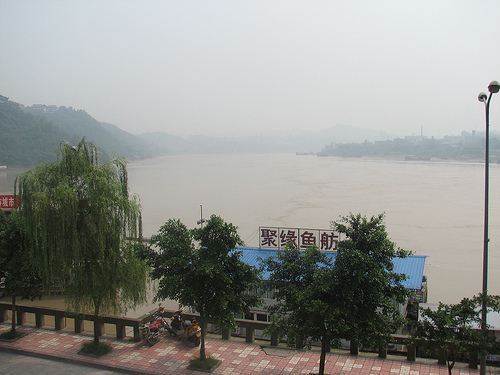
El Iang-Tsé a la confluència dels rius Min i Jinsha. A sota de Yibin, el Iang-Tsé es coneix en xinès com a Chang Jiang. Per sobre de Yibin, el Iang-Tsé es coneix com a Jinsha.

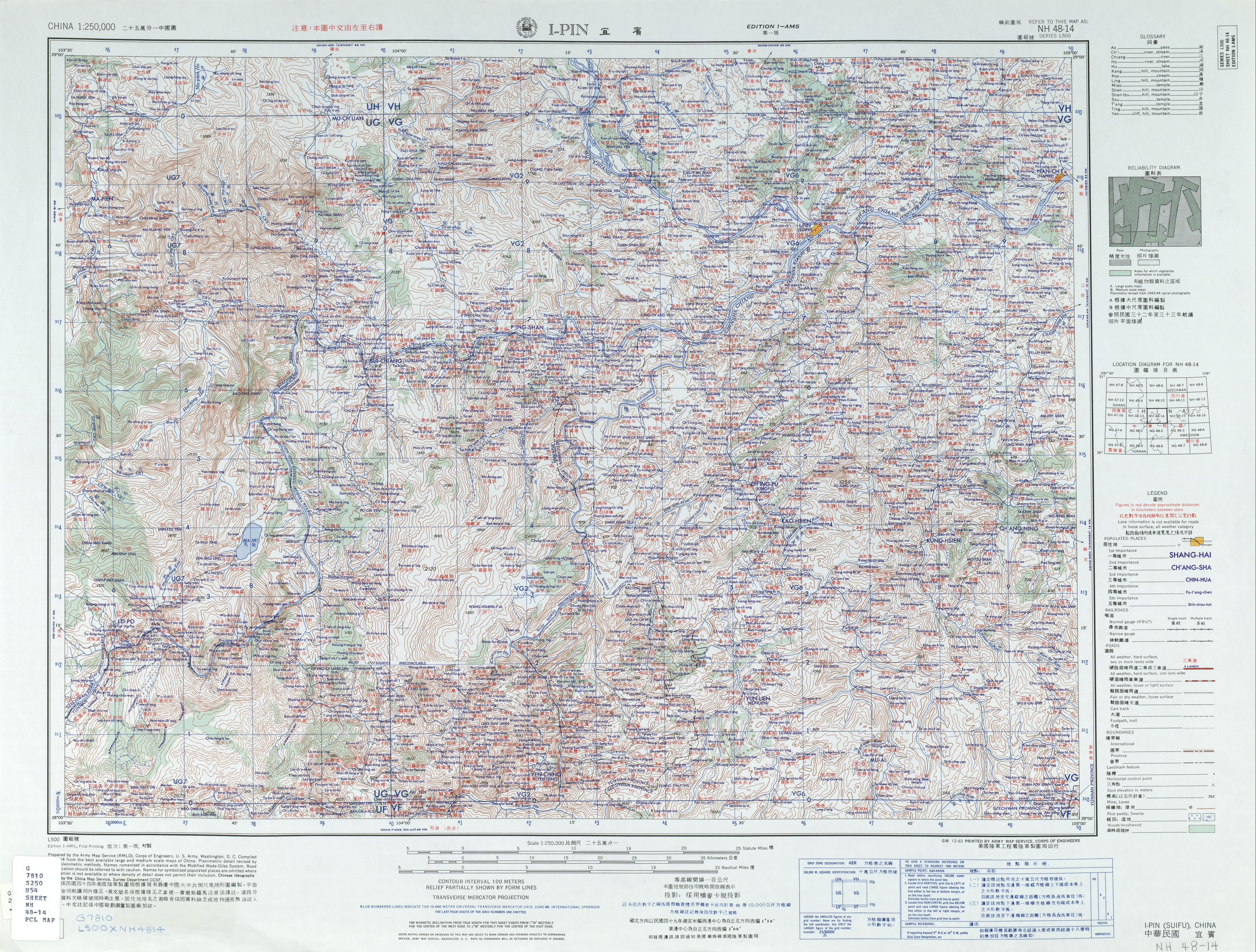
Mapa del 1954 que inclou Yibin (etiquetat com I-PIN (SUIFU)

Yibin es troba a la part sud-est de Sichuan, a l'extrem sud de la conca de Sichuan, limitant amb Zhaotong (Yunnan) al sud, Luzhou a l'est, la prefectura autònoma de Liangshan Yi i Leshan a l'oest, i Zigong al nord, i té una superfície total és de 13.283 quilòmetres quadrats . La latitud de la ciutat oscil·la entre els 27° 50'−29° 16' N i la longitud entre els 103° 36'−105° 20' E, s'estén 153 km d'est a oest i 150 km de nord a sud.
La ciutat es troba a la confluència dels rius Min i Yangtze. Per sobre de Yibin, el Yangtze també es coneix com el riu Jinsha. Per sota de Yibin, el Iang-Tsé és conegut en xinès com el Chang Jiang.

### Clima
Com a la resta de la conca de Sichuan, Yibin té un clima subtropical humit influenciat pel monsó (Köppen Cwa) amb una humitat elevada durant tot l'any; els hiverns són curts i suaus mentre que els estius són llargs, calorosos i humits. La temperatura mitjana mensual oscil·la entre els 7,9 °C al gener i els 26,9 °C al juliol i l'agost; la mitjana anual és de 18,03 °C. Malgrat la seva ubicació a la vall del riu Yangtze, encara és d'1,5 a 2,0 °C més fresc que Chongqing, situat més avall, en els seus mesos més càlids. Les gelades són poc freqüents i el període lliure de gelades dura 347 dies.[6] Les pluges són habituals durant tot l'any, però són més abundants al juliol i l'agost, amb molt poca quantitat als mesos més freds. Amb un percentatge mensual de sol possible que va des del 10% al desembre i al gener fins al 42% a l'agost, la ciutat només rep 1.018 hores de sol anualment; Yibin té un dels totals anuals d'insolació més baixos a nivell nacional, inferior fins i tot a les properes Chengdu i Chongqing. La primavera (març-abril) sol ser més assolellada i càlida durant el dia que la tardor (octubre-novembre).